# Creniola breviceps.
Creniola breviceps. är en kräftdjursart som först beskrevs av Schioedte och Frederik Vilhelm August Meinert 1881.  Creniola breviceps. ingår i släktet Creniola och familjen Cymothoidae. Inga underarter finns listade i Catalogue of Life.